# Rip Curl
Rip Curl es una de las mayores empresas fabricantes y distribuidoras de ropa de Australia. La compañía fue fundada en 1969 por Doug Warbrick y Brian Singer en Torquay, Victoria, Australia, inicialmente donde producían productos para surfistas.  En 1970, deciden iniciar la producción de wetsuits, con un gran énfasis en la tecnología utilizada para crear trajes de buceo adecuados para la práctica del surf. Rip Curl se convirtió en una de las marcas más importantes en Australia, Europa y Sudamérica, además se está expandiendo rápidamente por América del Norte.
Rip Curl sigue siendo una compañía privada. François Payot es el director Ejecutivo de Rip Curl Internacional.
Además de vender a los minoristas independientes en todo el mundo, Rip Curl opera tiendas en Australia, Nueva Zelanda, Europa, EE. UU., Canadá, Inglaterra, Israel, Perú, Chile, Argentina y Brasil.

## Eventos AuspiciadosASP World Tour
- Rip Curl Pro - Bells Beach - Jan Juc, Victoria, Australia
- Rip Curl Boardmasters -  Fistral Beach - Newquay, Cornualles, Inglaterra
- Rip Curl Pipeline Masters - Banzai Pipeline en Oahu, Hawái
- Rip Curl Pro Mademoiselle - Francia
- Rip Curl Pro Search- Licencia Flotante
- Rip Curl Pro Punta Rocas- Perú

Rip Curl - Aracelly Herrera Chile

## Atletas Auspiciados
- Gabriel Medina
- Mick Fanning
- Stephanie Gilmore
- Tom Curren
- Taylor Knox
- Ben Dunn
- Pancho Sullivan
- Bruce Santos
- Bethany Hamilton
- Jacqueline Silva
- Andy Finch
- Matthew Collier
- Jessi Miley-Dyer
- Kekoa Bacalso
- Owen Wright
- Tyler Wright
- Luis Rodríguez
- Alana Blanchard
- Dillon Perillo
- Dean Brady
- Matt Wilkinson